# Штайнсберг (Рейнланд-Пфальц)
Штайнсберг (нем. Steinsberg) — община в Германии, в земле Рейнланд-Пфальц.
Входит в состав района Рейн-Лан. Подчиняется управлению Диц. Население составляет 239 человек (на 31 декабря 2010 года). Занимает площадь 2,90 км².